# Tirrena-Adriàtica 1990
La Tirrena-Adriàtica 1990 va ser la 25a edició de la Tirrena-Adriàtica. La cursa es va disputar en vuit etapes entre el 7 i el 14 de març de 1990, amb un recorregut final de 1.040,5 km.
El vencedor de la cursa fou, per segon any consecutiu, el suís Tony Rominger (Chateau d'Ax), que s'imposà al polonès Zenon Jaskula (Diana-Colnago) i al francès Gilles Delion (Helvetia-La Suisse), segon i tercer respectivament.

## Etapes
| Etapa | Data       | Recorregut                             | Km    | Vencedor d'etapa           | Líder de la general |
| ----- | ---------- | -------------------------------------- | ----- | -------------------------- | ------------------- |
| 1a    | 7 de març  | Bacoli - Bacoli                        | 15,9  | John Talen (NED)           | John Talen (NED)    |
| 2a    | 8 de març  | Nàpols - Maiori                        | 175,0 | Tony Rominger (SUI)        | Tony Rominger (SUI) |
| 3a    | 9 de març  | Amalfi - Ravello (CRI)                 | 6,8   | Jean-Claude Leclercq (FRA) | Tony Rominger (SUI) |
| 4a    | 10 de març | Salern - Isola del Liri                | 205,0 | Massimiliano Lelli (ITA)   | Tony Rominger (SUI) |
| 5a    | 11 de març | Cerro al Volturno - Porto Sant'Elpidio | 249,5 | Eric Vanderaerden (BEL)    | Tony Rominger (SUI) |
| 6a    | 12 de març | Porto Recanati - Monte Urano           | 192,0 | Jean-Claude Leclercq (FRA) | Tony Rominger (SUI) |
| 7a    | 13 de març | Grottammare - Acquasanta Terme         | 178,0 | Eddy Planckaert (BEL)      | Tony Rominger (SUI) |
| 8a    | 14 de març | S.B del Tronto - S.B del Tronto (CRI)  | 18,3  | Erik Breukink (NED)        | Tony Rominger (SUI) |

## Classificació general
|    | Ciclista                   | Equip              | Temps       |
| -- | -------------------------- | ------------------ | ----------- |
| 1  | Toni Rominger (SUI)        | Chateau d'Ax       | 27h 29' 18" |
| 2  | Zenon Jaskula (POL)        | Diana-Colnago      | + 2' 31"    |
| 3  | Gilles Delion (FRA)        | Helvetia-La Suisse | + 2' 42"    |
| 4  | Jean-Claude Leclercq (FRA) | Helvetia-La Suisse | + 2' 46"    |
| 5  | Maurizio Fondriest (ITA)   | Del Tongo          | + 2' 46"    |
| 6  | Sean Kelly (IRL)           | PDM                | + 2' 58"    |
| 7  | Frans Maassen (NED)        | Buckler            | + 2' 58"    |
| 8  | Martin Earley (IRL)        | PDM                | + 3' 12"    |
| 9  | Daniel Steiger (SUI)       | Frank-Toyo         | + 3' 22"    |
| 10 | Luc Roosen (BEL)           | Histor-Sigma       | + 3' 58"    |